# Rémy Di Grégorio
Rémy Di Grégorio (Marsiglia, 31 luglio 1985) è un ex ciclista su strada francese, professionista dal 2005 al 2018 e vincitore di una tappa alla Parigi-Nizza 2011. Dal 2018 fino al 7 marzo 2022 è stato squalificato per positività alla darbepoetina.

## Carriera
Tra gli juniores Di Grégorio vinse il campionato nazionale francese a cronometro nel 2003. Passato professionista nel 2005 con la Française des Jeux, nel 2006 colse la sua prima vittoria nella massima categoria, aggiudicandosi l'ottava tappa del Tour de l'Avenir (gara per Under-23).
Passato al Pro Team Astana nel 2011, il 12 marzo dello stesso anno ottiene la prima vittoria in carriera da élite aggiudicandosi la settima frazione della Parigi-Nizza: nell'occasione va in fuga a poco più di 10 km dal traguardo e riesce a mantenere un vantaggio di circa 20 secondi nei confronti degli inseguitori, vincendo così la tappa in solitaria.
Nella stagione successiva torna in Francia, tra le file della Cofidis, con cui vince la quarta tappa alla Vuelta a Asturias. Il 10 luglio 2012, durante il primo giorno di pausa del Tour de France 2012, viene arrestato dalla Gendarmerie nationale a Bourg-en-Bresse, su mandato del giudice istruttore di Marsiglia, con l'accusa di doping. Viene poi scagionato.
Rientrato alle corse nell'estate 2013 con la formazione dilettantistica Martigues SC-Vivelo, nel 2014 ritorna alla La Pomme Marseille 13, squadra con cui aveva debuttato nel 2004 tra gli Under-23; nel 2016 viene confermato nella Delko Marseille, formazione Professional Continental. A fine settembre 2017 annuncia il ritiro dalle competizioni agonistiche, salvo poi ripensarci.
Il 2018 di Di Grégorio, ancora in maglia Delko, inizia bene, con la vittoria nella classifica degli scalatori all'Étoile de Bessèges e il successo nella terza tappa del Tour La Provence. Nel mese di marzo, durante controlli nel corso della Parigi-Nizza, gara in cui aveva concluso al terzo posto la terza frazione, viene riscontrata la sua positività alla darbepoetina; inizialmente sospeso, nel maggio 2020 viene squalificato per quattro anni dall'UCI, retroattivamente con la revoca dei risultati ottenuti dal 4 marzo 2018, fino al 7 marzo 2022. Non rientra più alle gare, ritirandosi dall'attività.

## Palmarès
- 2003 (Juniores)

2ª tappa, 2ª semitappa Internationale Junioren-Rundfahrt Niedersachsen (Hildesheim > Hildesheim)
Campionati francesi, Prova a cronometro Juniores
- 2006 (Française des Jeux, una vittoria)

8ª tappa Tour de l'Avenir (Salins-les-Bains > Saint-Genis-Pouilly, con la Nazionale francese)
- 2011 (Astana, una vittoria)

7ª tappa Parigi-Nizza (Brignoles > Biot-Sophia Antipolis)
- 2012 (Cofidis, una vittoria)

4ª tappa Vuelta a Asturias (Lugones > Monte Naranco)
- 2013 (Team Martigues SC-Vivelo, due vittorie)

3ª tappa Tour of Bulgaria (Kazanlăk > Elena)
Classifica generale Tour of Bulgaria
- 2014 (La Pomme Marseille 13, una vittoria)

Classifica generale Tour de Taiwan
- 2018 (Delko-Marseille Provence-KTM, una vittoria)

3ª tappa Tour La Provence (La Ciotat > Gémenos)

### Altri successi
- 2007 (Française des Jeux)

Classifica scalatori Critérium du Dauphiné Libéré
- 2016 (Delko-Marseille Provence-KTM)

Classifica scalatori Tour La Provence
Classifica scalatori Critérium International
- 2018 (Delko-Marseille Provence-KTM)

Classifica scalatori Étoile de Bessèges

## Piazzamenti

### Grandi Giri
- Tour de France

2007: ritirato (4ª tappa)
2008: 59º
2010: 78º
2011: 39º
2012: non partito (10ª tappa)
- Vuelta a España

2008: 80º
2009: 51º
2010: 19º

### Competizioni mondiali
- Campionati del mondo

Hamilton 2003 - Cronometro Juniores: 15º
Hamilton 2003 - In linea Juniores: 20º
Verona 2004 - In linea Under-23: ritirato